# Busstation Amsterdam Centraal

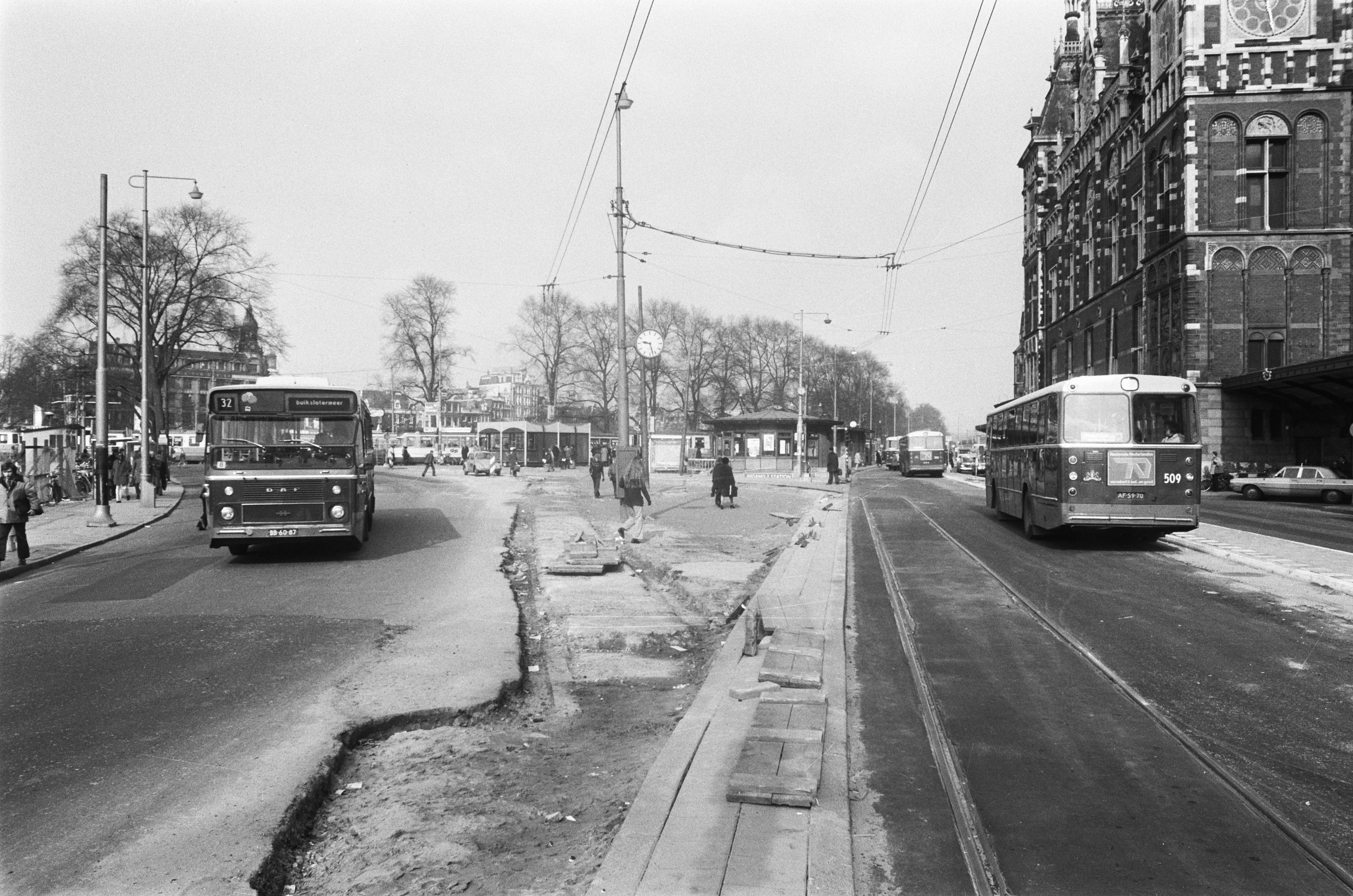
Situatie in 1975 toen nog een rijbaan van oost naar west langs het station liep

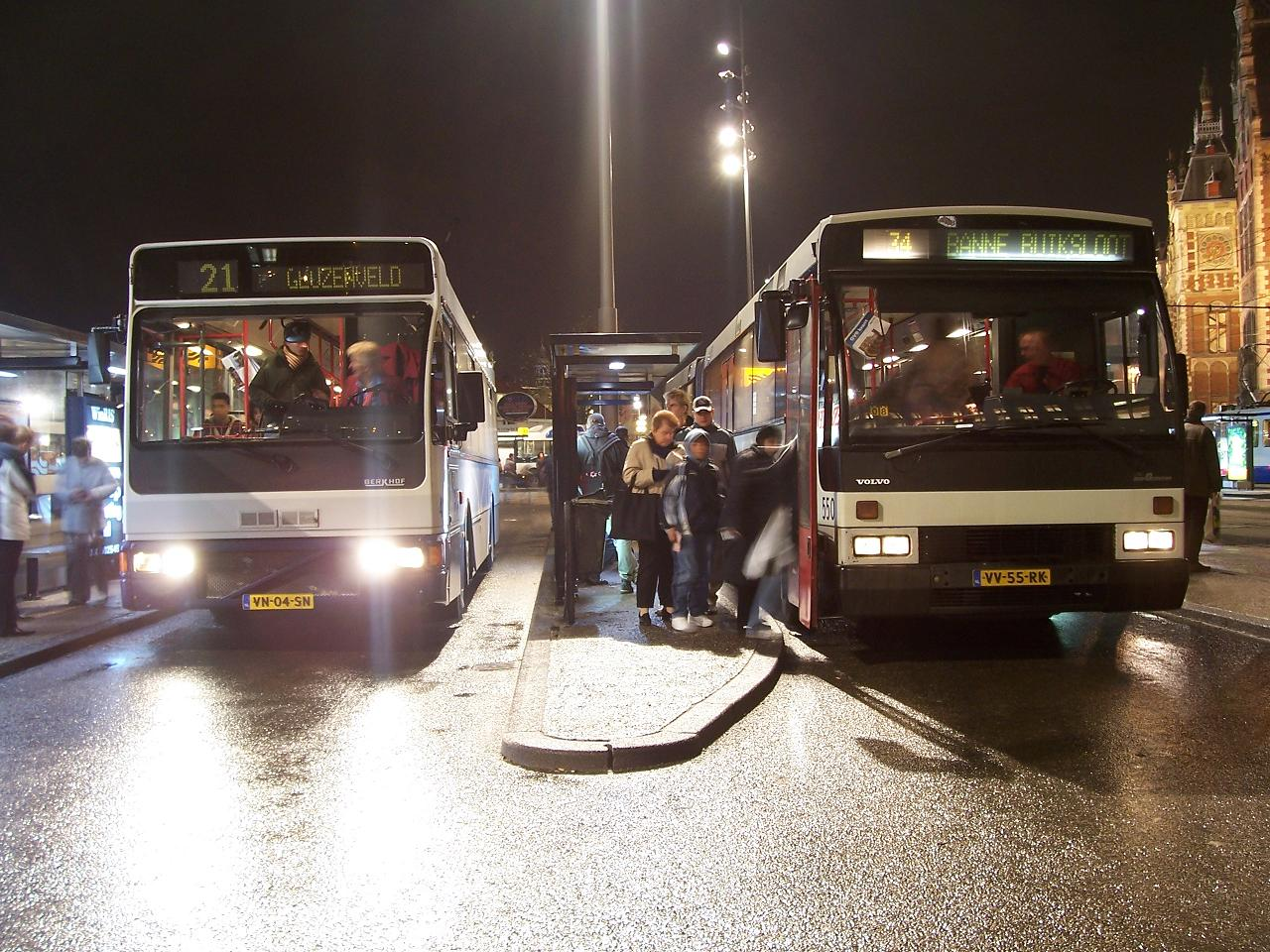
Bussen aan de oostelijke standplaats in 2005.

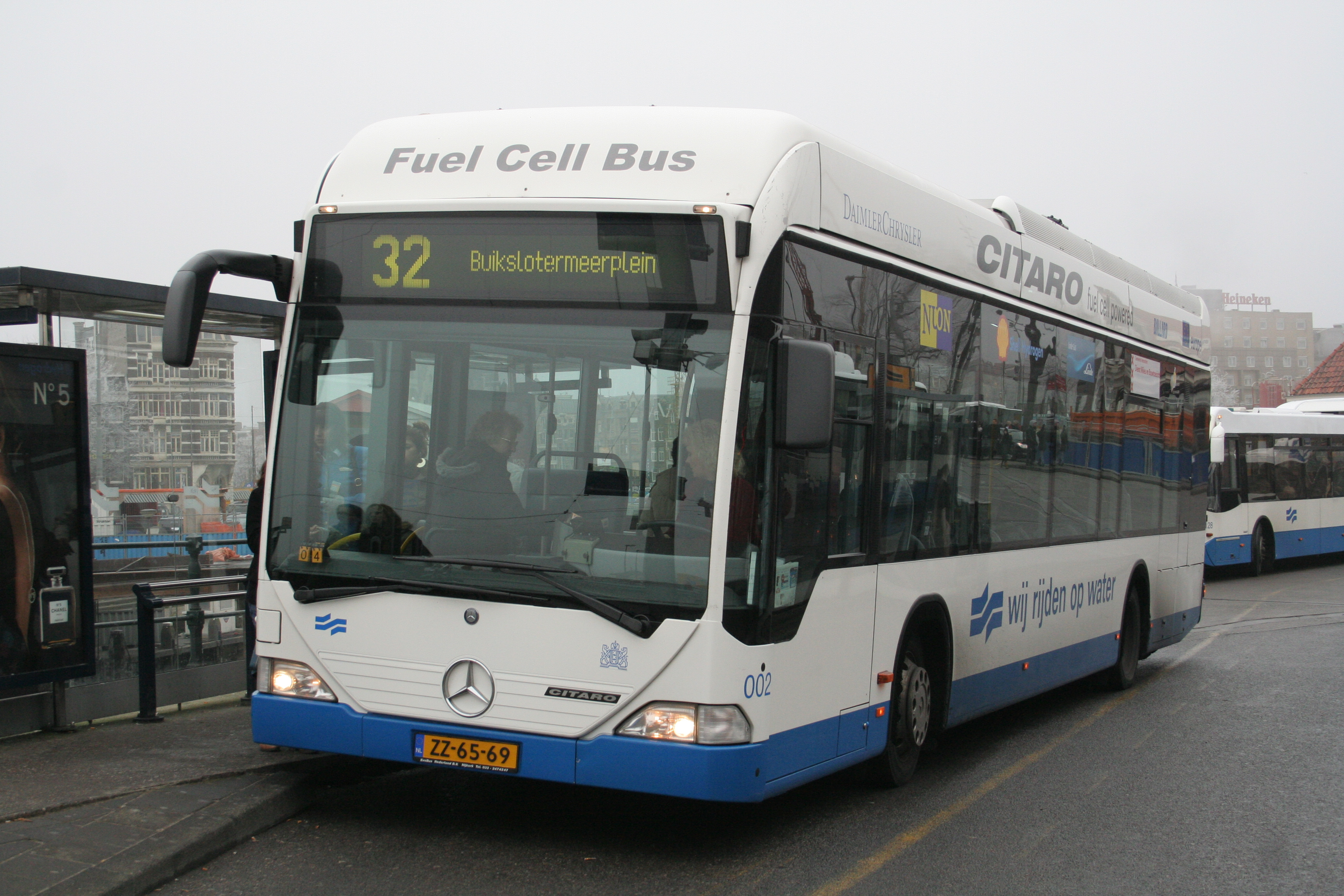
Een bus aan de oostelijke standplaats in 2007.

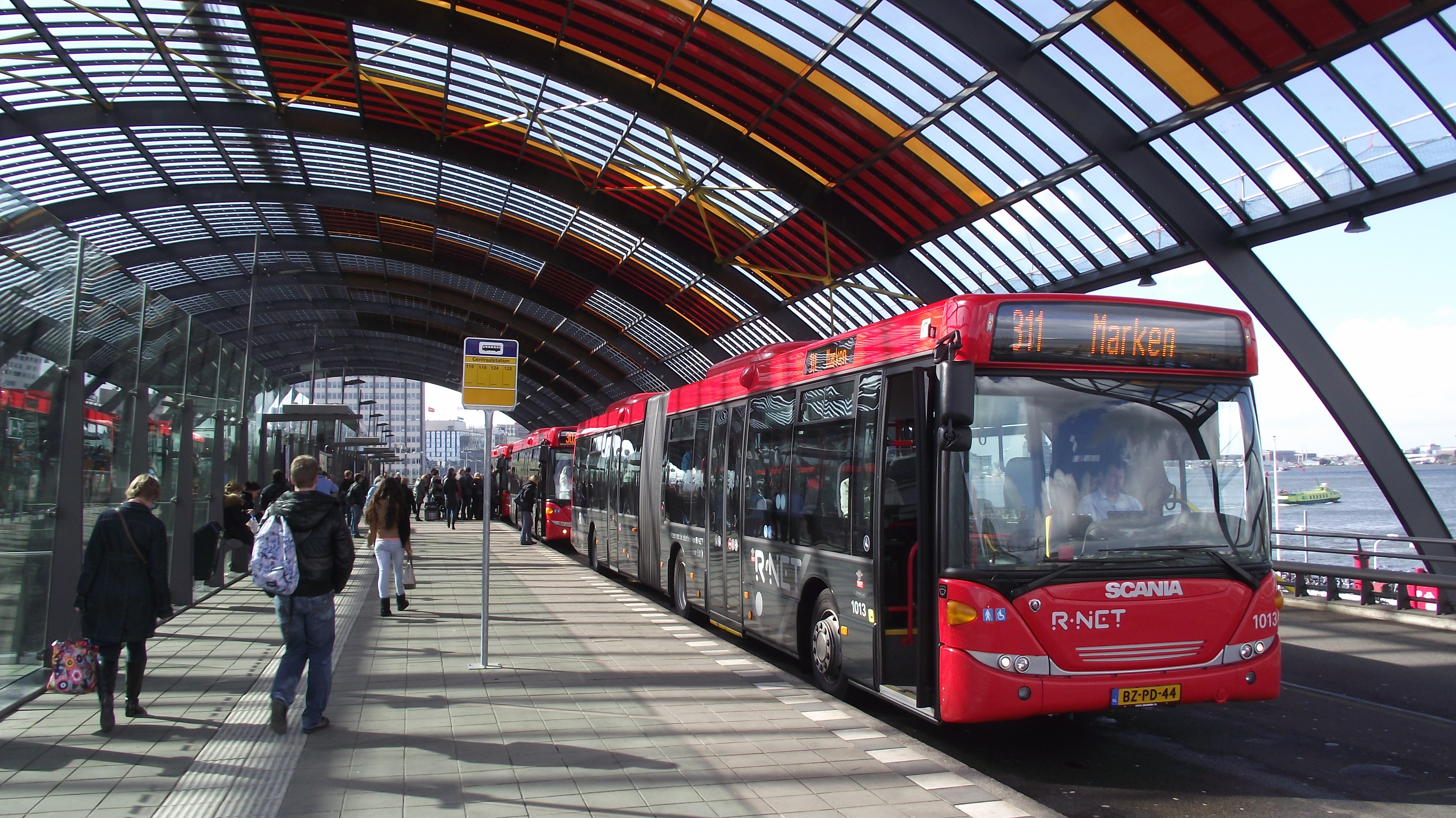
Bus 311 naar Marken op het busplatform van Amsterdam Centraal; 26 april 2012.

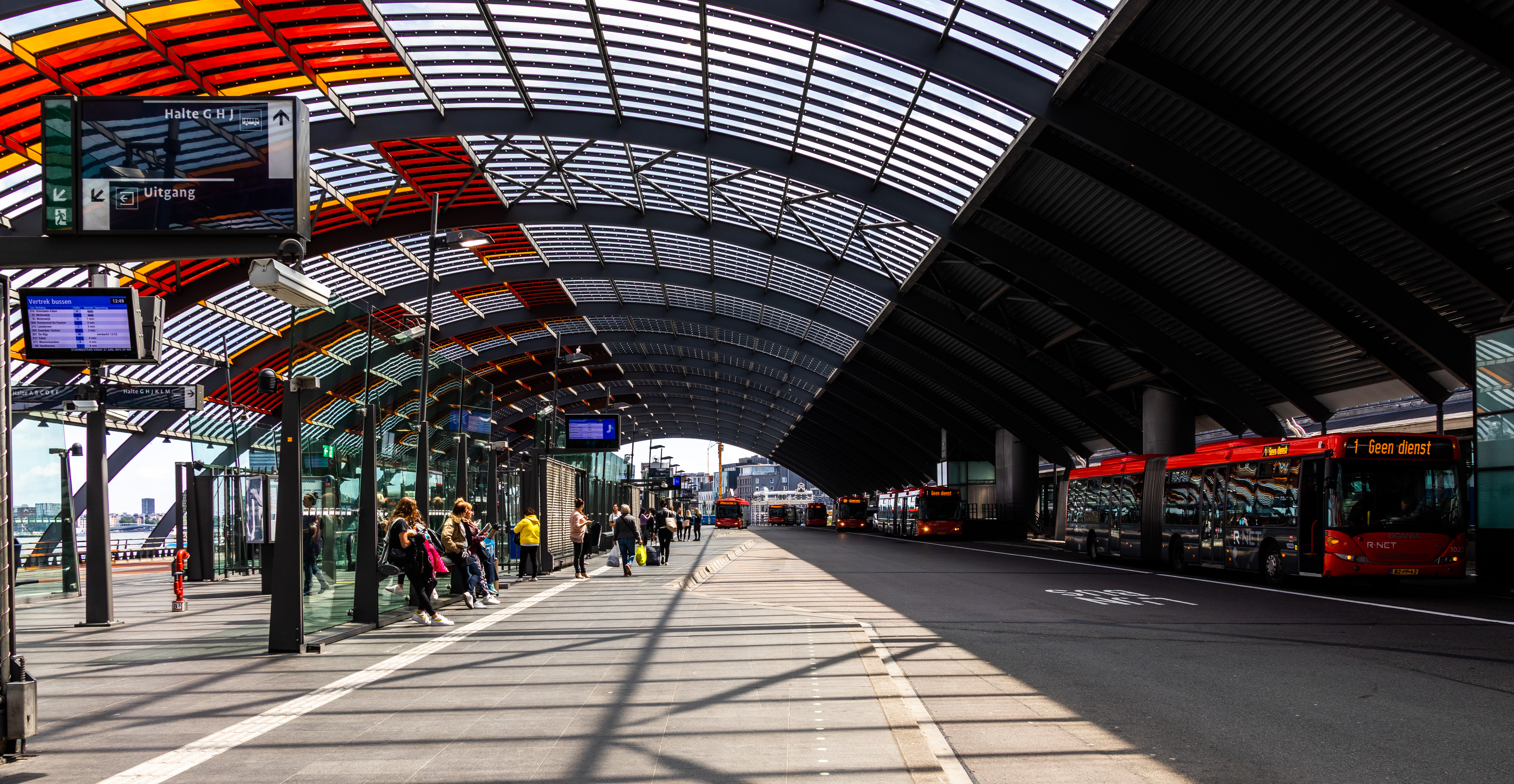
Busstation IJzijde; 25 juni 2018

Het Busstation Amsterdam Centraal is de halteplaats voor de stads- en streekbuslijnen die station Amsterdam Centraal aandoen.
In 1922 werd door de Gemeentetram Amsterdam, na een mislukte proef in 1908, de eerste buslijn ingesteld. In 1924 werden twee buslijnen van het centrum naar Amsterdam Noord ingesteld en kregen een halte nabij het Stationsplein. 
In 1931 werden de lijnen ingekort tot het Stationsplein en kregen daar hun standplaats. In 1932 verdwenen de lijnen naar Noord en werden ingekort tot Noord met aansluiting op de pont. Pas in 1938 verscheen weer een GTA buslijn op het Stationsplein. Vanaf de jaren vijftig nam het aantal busdiensten sterk toe, zowel lokaal als interlokaal en ontstond er ruimtegebrek. Naast standplaatsen langs de rijweg langs het station, op het oostelijk deel van het Stationsplein en op het Entosspoor aan de westkant, verscheen er in de jaren zestig speciaal voor de bussen van Maarse & Kroon een busstation in het Prins Hendrikplantsoen.
In 1968, toen de IJ-tunnel werd geopend, werden voor de Noordlijnen standplaatsen langs het water van het Open Havenfront aangelegd. Voor de buslijnen van de NACO was er geen plaats. Deze bleven aanvankelijk aan de Valkenweg, maar werden rond 1970 verlegd naar het Waterlooplein. In 1972 werden voor de inmiddels met de NZH gefuseerde NACO standplaatsen bij de Sint-Nicolaaskerk aangelegd. Door de metrobouw moest de rijweg voor het station verdwijnen en verscheen een tijdelijk busstation op de Kamperdam. Na voltooiing van de metro in 1980 bestonden er op of nabij het Stationsplein een zevental busstations. Oostelijk busstation Stationsplein, Kamperbrug en Entosspoor voor het GVB, Oosterdokskade voor Enhabo, Sint-Nicolaaskerk en de Ruijterkade voor NZH en Prins Hendrikplantsoen voor CN. Door ruimtegebrek halteerde 2 GVB lijnen bij CN in en naast het Prins Hendrikplantsoen. 

## Plan voor ondergronds busstation
Daar de NZH de busdiensten vooral naar Purmerend steeds meer had uitgebreid ontstond er onvoldoende capaciteit voor het opstellen van bussen. Een deel van deze bussen vond plaats aan de andere zijde van de Prins Hendrikkade maar een deel moest uitwijken naar de achterzijde van het station of de Buiksloterweg.
Door de NZH werd een plan gemaakt voor een grote ondergrondse busterminal onder het Open Havenfront van het Oostelijk deel van het Stationsplein (tegenover de Sint-Nicolaaskerk) naast het metrostation. Deze moest 200 bij 80 meter worden met drie eilandperrons voor bussen waarbij sprake zou zijn van flexibele toewijzing om het aantal plaatsen te beperken. De vloer moest op circa 16 meter diepte komen en de ondergrondse hal zou 10 meter hoog worden. Voor de passagiers waren drie ondergrondse loopbruggen bedacht die in verbinding zouden staan met de verschillende delen van het trein- en bestaande metrostation.
Het plan, waarvan met name toenmalig directeur André Testa groot voorstander was en beweerde de financiering rond te hebben, ging uiteindelijk niet door. Dit omdat naast onduidelijkheid over de financiering, die toch niet rond bleek, ook de gemeente geen voorstander was met het oog op de vermindering van het aantal bussen na de ingebruikname van de metro naar Noord. In 2000 werd het Oostelijk busstation gedeeltelijk verplaatst naar een platform boven het water van het Open Havenfront om ruimte te maken voor de verplaatsing van het tramstation in verband met de metroaanleg. Ook werden de busstandplaatsen bij de Sint-Nicolaaskerk van 2001-2009 verplaatst naar een tijdelijke busplatform boven het water ten oosten van de Kamperbrug.

## Busstation IJzijde
Uiteindelijk werd gekozen voor een nieuw busstation aan de noordkant, aan de De Ruijterkade langs de oever van het IJ, waar sinds 2009 onder een vierde boogkap, een nieuw busstation met de projectnaam IJsei gedeeltelijk in gebruik kwam. Per uur deden tot juli 2018 zo'n 100 bussen het Centraal Station aan. Bij de start van de bouw in 2003 waren de bushaltes verspreid over vijf verschillende locaties, wat zorgde voor onduidelijkheid bij de reizigers. Daarom is gekozen voor één centraal busstation aan de noordzijde van het station.
Van dit busstation was sinds 2009 alleen het westelijk gedeelte in gebruik voor de bussen van eerst Arriva en sedert december 2011 EBS. In december 2013 verhuisden de bussen als gevolg van werkzaamheden naar de oostzijde van het station. De lokale bussen naar Amsterdam-Noord en die van Connexxion volgden op 14 december 2014, evenals de Amsterdamse nachtbussen en de nachtbussen van EBS. Daarmee was het gehele busstation in gebruik, alleen de westelijke oprit was nog niet toegankelijk.
Sinds 22 juli 2018 vertrekken ook de Connexxion-(nacht)bussen en de (doorgaande) GVB-bussen vanaf het busstation, deze stopten daarvoor op het busstation in het Prins Hendrikplantsoen. Enkele nachtlijnen van GVB stoppen ook op een halte bij de Sint-Nicolaasbasiliek.
Het busstation ligt op dezelfde hoogte als de treinsporen (niveau +1). Alle haltes voor stads- en streekbussen, eerst verspreid rond het Stationseiland, zijn verzameld op één plek. Het busstation bestaat uit een platform met ruimte voor 24 halteplaatsen met drie op- en afritten. Om de beschikbare ruimte efficiënt te gebruiken, heeft het busstation dynamische halteplaatsen. De halteplaats ligt niet vast, maar kan verspringen naar de eerst voorliggende of eerst achterliggende halte. Het systeem wijst, afhankelijk van de beschikbare ruimte op dat moment, een halte toe. Een elektronisch bord bij de entree van het busstation informeert de reiziger over de plaats van zijn of haar bus. Via liften, trappen en roltrappen bereiken voetgangers het maaiveld en de IJhal.
Het busstation heeft eenzelfde soort kap als het treinstation, met daarop in gekleurde glaspanelen het woord 'Amsterdam' dat vanuit de lucht goed is te zien. Van deze kap startte de bouw in april 2011. Het busstation is een ontwerp van architectenbureau Benthem Crouwel. Naast de oorspronkelijke twee, later drie, kappen heeft het Centraal Station een vierde kap gekregen. De kap zorgt in stedenbouwkundig opzicht voor samenhang tussen het busstation, de stationshal, het maaiveld en de verschillende veren aan de IJzijde van het Centraal Station.

## Afbeeldingen, busstation IJzijde

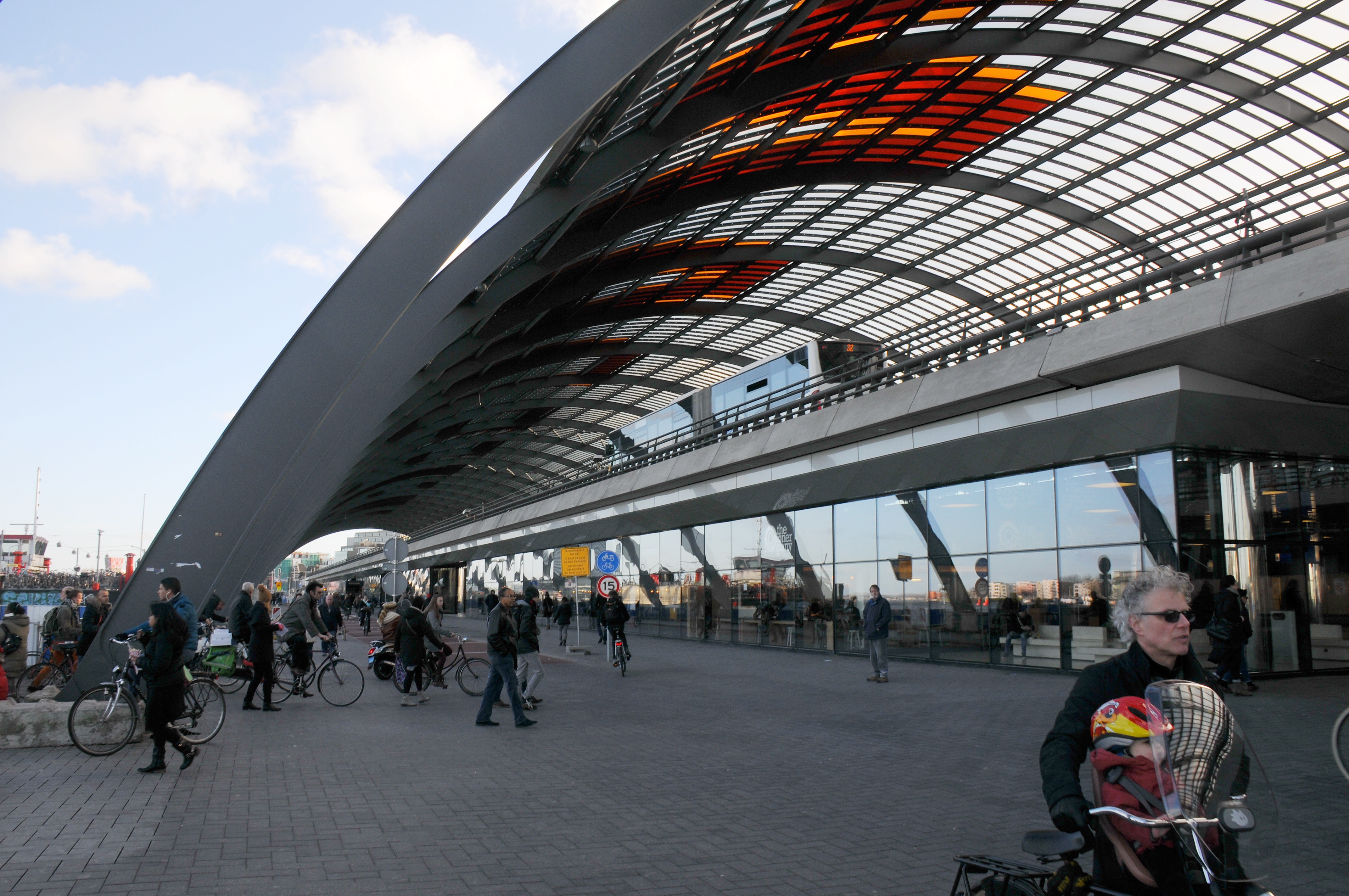
Busstation IJ-zijde met kap - begane grond nivo (foto, 2016).
Mensen kijken op het bord; busstation Amsterdam Centraal (foto, 2023).
De roltrappen naar de bovenste verdieping van het busstation (foto, oktober 2023)